# Cyathea schmidiana
Cyathea schmidiana là một loài dương xỉ trong họ Cyatheaceae. Loài này được N.C.Nair mô tả khoa học đầu tiên năm 1968.
Danh pháp khoa học của loài này chưa được làm sáng tỏ. 